# کیس (بندپی شرقی)
کیس یک روستا در ایران است که در دهستان سجادرود شهرستان بابل واقع شده‌است. کیس ۳۷ نفر جمعیت دارد.